# East Greenbush
East Greenbush és una concentració de població designada pel cens dels Estats Units a l'estat de Nova York. Segons el cens del 2000 tenia 4.085 habitants.

## Demografia
Segons el cens del 2000, East Greenbush tenia 4.085 habitants, 1.568 habitatges, i 1.133 famílies. La densitat de població era de 595,2 habitants/km².
Dels 1.568 habitatges en un 37,2% hi vivien nens de menys de 18 anys, en un 57,8% hi vivien parelles casades, en un 10,9% dones solteres, i en un 27,7% no eren unitats familiars. En el 20,9% dels habitatges hi vivien persones soles el 5,2% de les quals corresponia a persones de 65 anys o més que vivien soles. El nombre mitjà de persones vivint en cada habitatge era de 2,6 i el nombre mitjà de persones que vivien en cada família era de 3,05.
Per edats la població es repartia de la següent manera: un 26,6% tenia menys de 18 anys, un 7% entre 18 i 24, un 31,3% entre 25 i 44, un 25,5% de 45 a 60 i un 9,5% 65 anys o més.
L'edat mediana era de 36 anys. Per cada 100 dones de 18 o més anys hi havia 86,8 homes.
La renda mediana per habitatge era de 62.250 $ i la renda mediana per família de 69.375 $. Els homes tenien una renda mediana de 45.610 $ mentre que les dones 37.669 $. La renda per capita de la població era de 27.492 $. Entorn del 2,1% de les famílies i el 2,7% de la població estaven per davall del llindar de pobresa.